# Tomislav Bašić
Tomislav Bašić (ur. 4 maja 1980 w Posušju) – bośniacki piłkarz grający na pozycji bramkarza. Zawodnik posiada także obywatelstwo chorwackie.

## Sukcesy
- Puchar Bośni: 2

2005, 2006, 2007
- Premijer Liga: 1

2006